# Поті
Поті (груз. ფოთი, мегр. ფუთი, лазс. ჶაში) — місто в Грузії (Самеґрело-Земо Сванеті) в гирлі річки Ріоні, порт на Чорному морі, залізнична станція. Поті знаходиться в Колхідській низовині. Місто займає площу 69 кв. км.
Населення — 41 465 мешканців (2014).

## Історія

#### Античність
Поті є спадкоємцем стародавнього античного міста Фазіса. Воно було засноване на річці Фазісі, де вона впадала в Чорне море в VII сторіччі до н. е., і було одним з важливих портових міст. Вважається що місто засновали грецький колоністи з Мілету.

#### Археологія
За 15-20 км на схід, у межі річок Ріоні і Хобі, були знайдені залишки населених пунктів з кінці бронзової і ранньої залізної доби (Намарні, Дзігурі, Носірі, Сакіре, Ціва, Анакліа, Екі, Сенакі, Ергета, Урекі і т. д.). У період з кінця бронзової і ранньої залізної доби у цій області прі досліджень Чорного моря було встановлено, що відбулося зниження рівня моря на декілька метрів (морська регресія).
Розташування міста Фазіс не знайшли навіть на сьогоднішній день, саме тому вчені і дослідники ведуть дебати на цю тему. Місцезнаходження міста найбільш ясно було описано Страбон, він говорить, що місто знаходиться між морем, озером і річкою, такий опис підходить тільки під місто Поті, і ця ідея має багато прихильників (Нугзар Надараіа, Цотне Мірцхулава).
Фазіська Академія зробила велику роботу з точки зору історичного дослідження Фазіса. Г-н Цотне Мірцхулава (експерт ООН, відомий вчений) в журналі «Цотнеіделі», включив унікальні матеріали історії Колхіди, але на жаль, останні наукові та богословські книги озвучили розбіжності в місці знаходження міста. У той же час треба звернути увагу, що долина Фазіса (Ріоні а не річки Чороха) бере початок з гори Фазіс від цього і його старе ім'я — місто Фазіс.
Ця гіпотеза має багато противників. Наприклад, кандидат історичних наук. Археолог Гамкрелідзе який спеціально вивчав місцезнаходження міста у гирлі Ріоні, говорить, «класичного, елліністичного міста археологічно не доведено».
Причому, тут не існує не тільки класичних, але і елліністичних руїн будь якої грецької культури, і неможливо побачити ніякого впливу на життя населення. Гамкрелідзе пише — це факт, що до н. е. VIII—VI і до IV століття поблизу Поті і Колхіди будь яких великих змін в археологічній культурі немає (не спостерігалося у кераміці та металургійному виробництві, архітектурі, ідеології або похоронних церемоніях. На місцеве населення, яке живе тут, здається ніякого впливу грецькою культурі на не було). Він приходить до висновку, що, якщо Фазіс це Поті, тоді «так звана Велика грецька колонізація VIII—VII ст. не чіпали Фазіс». Пан Гамкрелідзе по археологічному матеріалу робить висновок, що до Поті ні торкнулася "так звана грецька колонізація «, ясно то, що Фазіс був заснований мілетелями і сам Фазіс був результатом грецької колонізації, але тому, що у Поті і біля нього не знайшли ніяких слідів цієї колонізації, це зайвий раз вказує, що Фазіс треба шукати в інших регіонах, можливо, у гирлі річки Чорох, або далі на південь.
Слід зазначити, що археологічний матеріал, яких знаходили під землею на 6 м глибини під озером Палеастомі або в морі, у Поті був знайдена п'ята античного чорно лакованого посуду IV століття й основа амфори (до н. е. III ст.) що і є найстарішим археологічним свідоцтвом. У Поті була знайдена Колхідские тетрі монети дідрахмі 2 шт V-го століття до нашої ери. На вулице першого травня в результаті геологічного буріння, 6 м завглибшки знайшли керамічні залишки Синопського типу II—I століття до н. е.».
Біля озера Паліастомі в одної селі, де була церква (IV—VIII Століття нашій ері), чия знаменита ікона «Паліастомської Богородиці» дійшов до наших днів і у Поті, біля Паліастомі знайшли церковну чашу з надписую на старогрузинському (мхедрулі), які знаходяться у Кутаїський Етнографічне музей (інв. '3788). Чаша і Ікона має грузинські надписи, що показує, що ця церква була під юрисдикцію Грузинської Церкви, а не грецької.
Тому Гамкрелідзе сумнівається, що центром Фазіської Мітрополії (яка була під грецької юрисдикції) був місто Поті. Може бути, 4 єпархії Фазіської Мітрополії знаходилась не в районах західної Грузії, а як зазначив прославлений вчений Н. Адонц, у округу Трапезунда західне від долини річки Чорох.
- Під час Амміана Марцелліні у м. Фазіс стояв гарнізон з 400 відібраних вояків.
- У місці стояв храм Кібели.
- Він був крайнє східне місто на узбережжі чорного моря.
- На всіх європейських мовах від імені місто Фазіс іде найменування фазана —  pazianus, яку Аргонавти вивели у Європу.
- Розвиток землеробства, рукоділля, кераміку, текстилю та інших галузей  зробив стародавний античне місто Фазіс торговельним та економічним центром Колхіди.
- Місто був також відомий своєю культурою. Тут функціонував риторична школа — Фазіська академія, де навчалися, як грузини так і греки вони вчили на обох мовах. Тут здобув освіту знаменитий грузинський філософ Іоанн Лаз, яке супроводжував Вченого Захарія Грузина у Константинополь до свого учня знаменитого філософа і богослова Петра Іберійського.

### Ранні феодальні часи
- Місто Фазіс як «Поті» офіційної історичної літературі вперше згадує в VIII столітті вірменський історик Гевонд.
- У Грузинських джерелах Поті вперше згадується в XI столітті, у пам'ятники «Життя Георгія Мтацмінделі». Де повідомляється, що Георгій Афонський з-за кордону в батьківщині повертався на човни з Самсуна до порту Поті.
- 14-е — 15 ст розташовувався в Поті генуезької торговельної фактор.

### Середні століття, Османська імперія
- Взяття турками Констатинополя в історії Грузії відгукнулося трагічно.
- З 1578 році Поті завоювали і окупували османи де османський гарнізон 62 років контролював порт Поті (османська назва Кале-Фаш).
- У 1640 році князь Самегрело Леван Дадіані II і об'єднані військовий силі князівств відбили Поті і знищили замок, побудований османами, але 1725 році Поті знову був захоплений османами посадив Пашу, була побудована нова фортеця і паші підпорядковувалось все узбережжя Чорного моря, фортеця мала чотирикутну площу, котра мала 4 укріплені башти. Поті не втрачає свою значимість у торгівлі в інтересах Оттоманської імперії, і упродовж XVIII століття був головним центром работоргівлі. Така ситуація, тобто работоргівля поступово знижувала економічний прогрес країни, і регресував міське життя. 1804 році в Поті з'являються перші російські солдати. У 1809 році у чолі князя Н. Дадіані грузини вернули Поті, але за Бухарестським мирним договором в 1812 році, Російська імперія передала Поті Османської імперії. В 1828 приєднана до Росії. З 1858 року Кутаїської губернії.

## Промисловість
Морський порт Поті. Машинобудування (суднобудування, судноремонт та ін.), харчова промисловість.

## Культура
Театр та краєзнавчий музей. Поблизу міста знаходиться оздоровчий курорт Малтаква.

## Відомі люди
- Александрія Нана Георгіївна (нар. 1949) — радянська та грузинська шахістка.

## Галерея

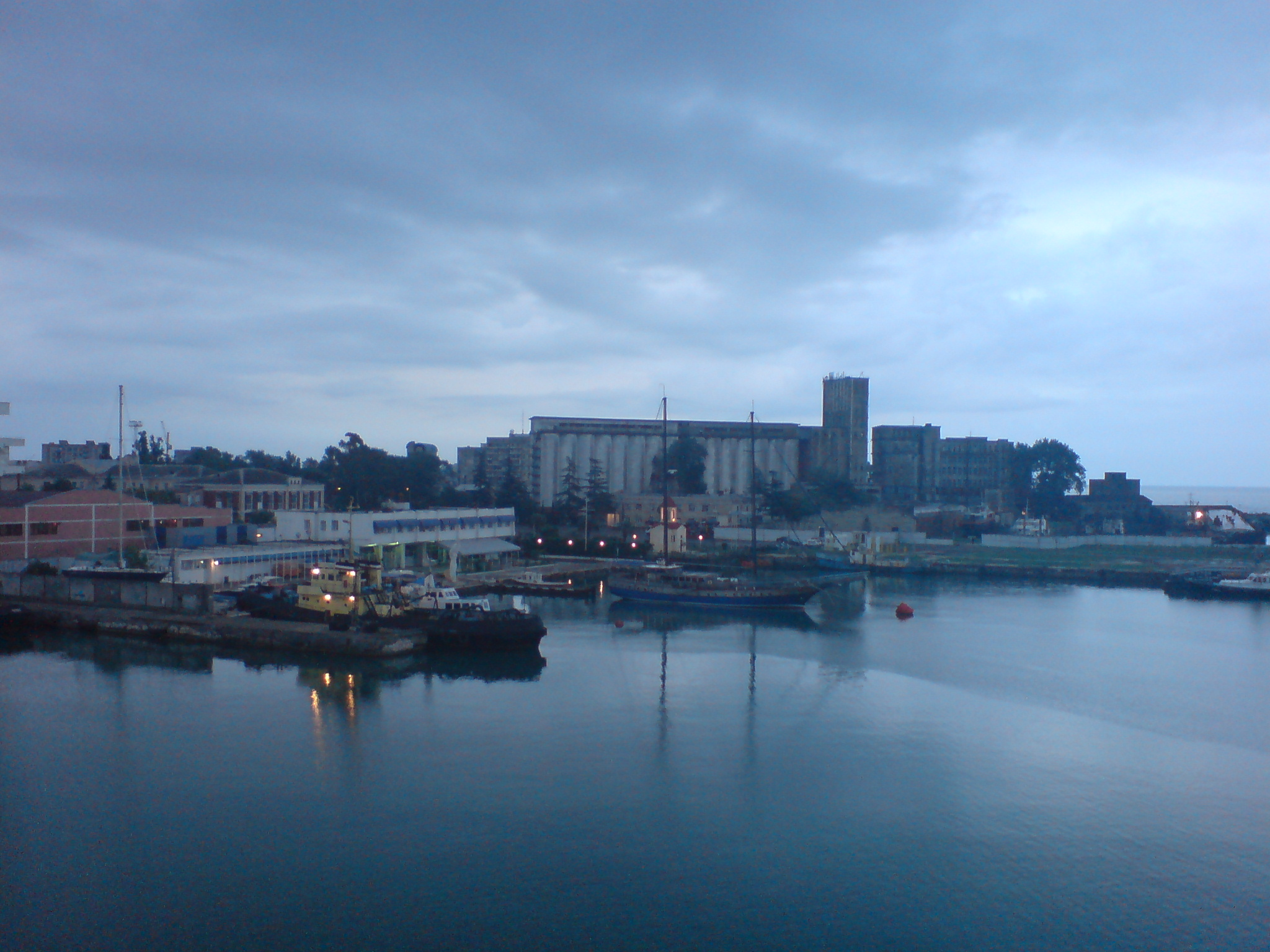
Порт
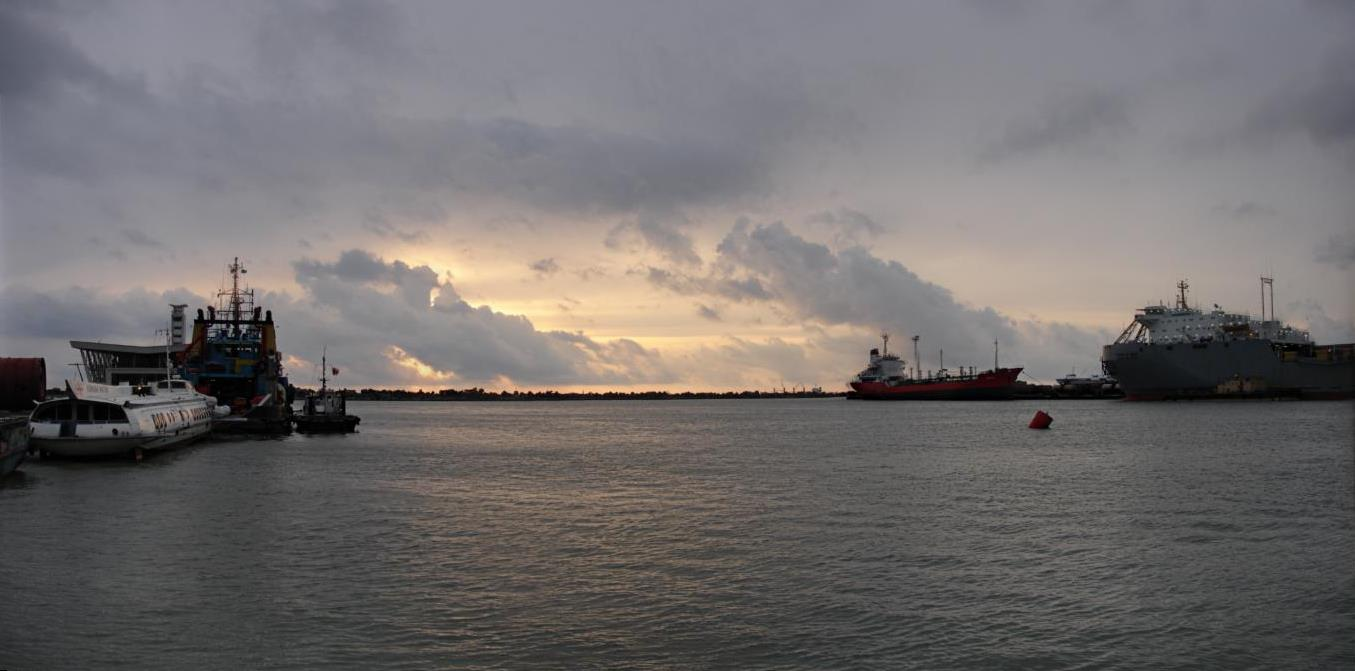
Порт
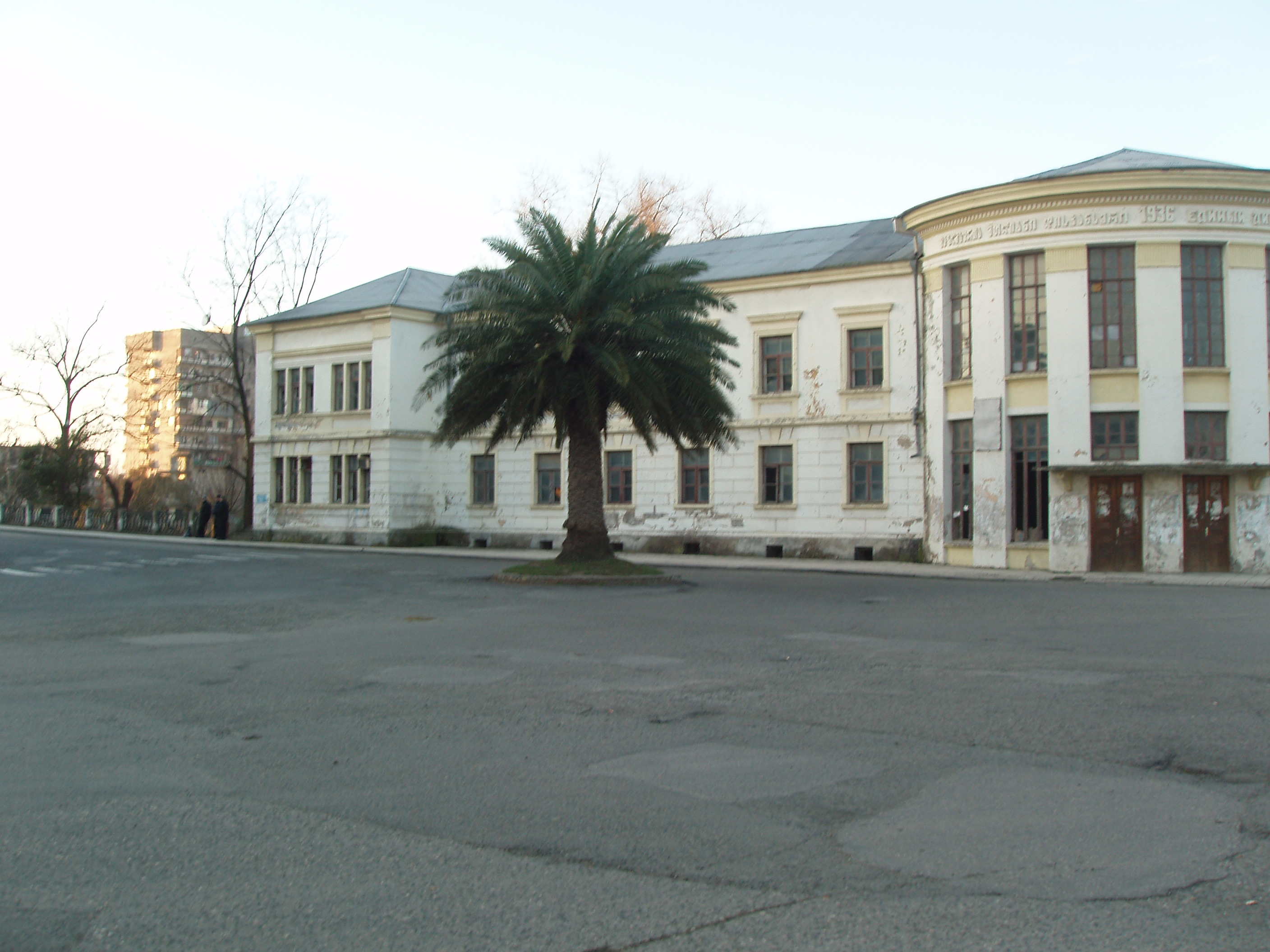
Поті